# New Hamburg (New York)
New Hamburg est une census-designated place du comté de Dutchess, dans l'État de New York, aux États-Unis. En 2020, elle compte une population de 842 habitants.